# اشپلا کلبل
اشپلا کلبل (انگلیسی: Špela Kolbl؛ زادهٔ ۱۳ مارس ۱۹۹۸) بازیکن فوتبال اهل اسلوونی است.
وی همچنین در تیم‌های ملی فوتبال Slovenia women's national under-17 football team و زنان اسلوونی بازی کرده‌است.